# 5.15
«5.15» (en algunas ocasiones llamada «5'15» o «5:15») es una canción escrita por Pete Townshend y grabada por la banda británica de rock The Who, para su segunda ópera rock titulada Quadrophenia de 1973. La canción alcanzó el puesto #20 en el UK Singles Chart, mientras que la reedición de 1979 (lanzada junto con la película y su banda sonora) alcanzó el #45 en el Billboard Hot 100.

## Rol en el argumento de Quadrophenia
En la canción, el personaje principal, Jimmy, ha tomado un tren a Brighton bajo la influencia de una gran cantidad de drogas consumidas, mientras recuerda su vida junto a los mods, el movimiento cultural al que pertenecía, y a sus constantes peleas con los roqueros. Los recuerdos de Jimmy son totalmente inconexos, y consisten en violencia, ira, confusión, frustración sexual y el desarraigo.
«5.15» al igual que muchas canciones de Quadrophenia, referencian a «M-m-m-my generation», representando la furia, el egoísmo, la desconexión social y los problemas familiares y con el sexo opuesto de la época de aquellos adolescentes. Jimmy «nació en la guerra», es decir, Post Segunda Guerra Mundial, y no entiende por qué el mundo debería preocuparse de él.

## Estilo y variaciones
La grabación de estudio, muestra el toque original de Keith Moon en la composición de la batería. Hacia el final de la canción, Keith, imita el ritmo de un tren que poco a poco va llegando a la estación. El poder de la canción, la hizo pieza fija en los conciertos en vivo. Las presentaciones en vivo de la canción de 1996 a 2002 se caracterizaron por un potente y extenso solo de bajo de John Entwistle, donde la duración de la canción superaba los 10 minutos (la versión de The Who Live at the Royal Albert Hall, alcanzó los 11:40).